# تمیزکار

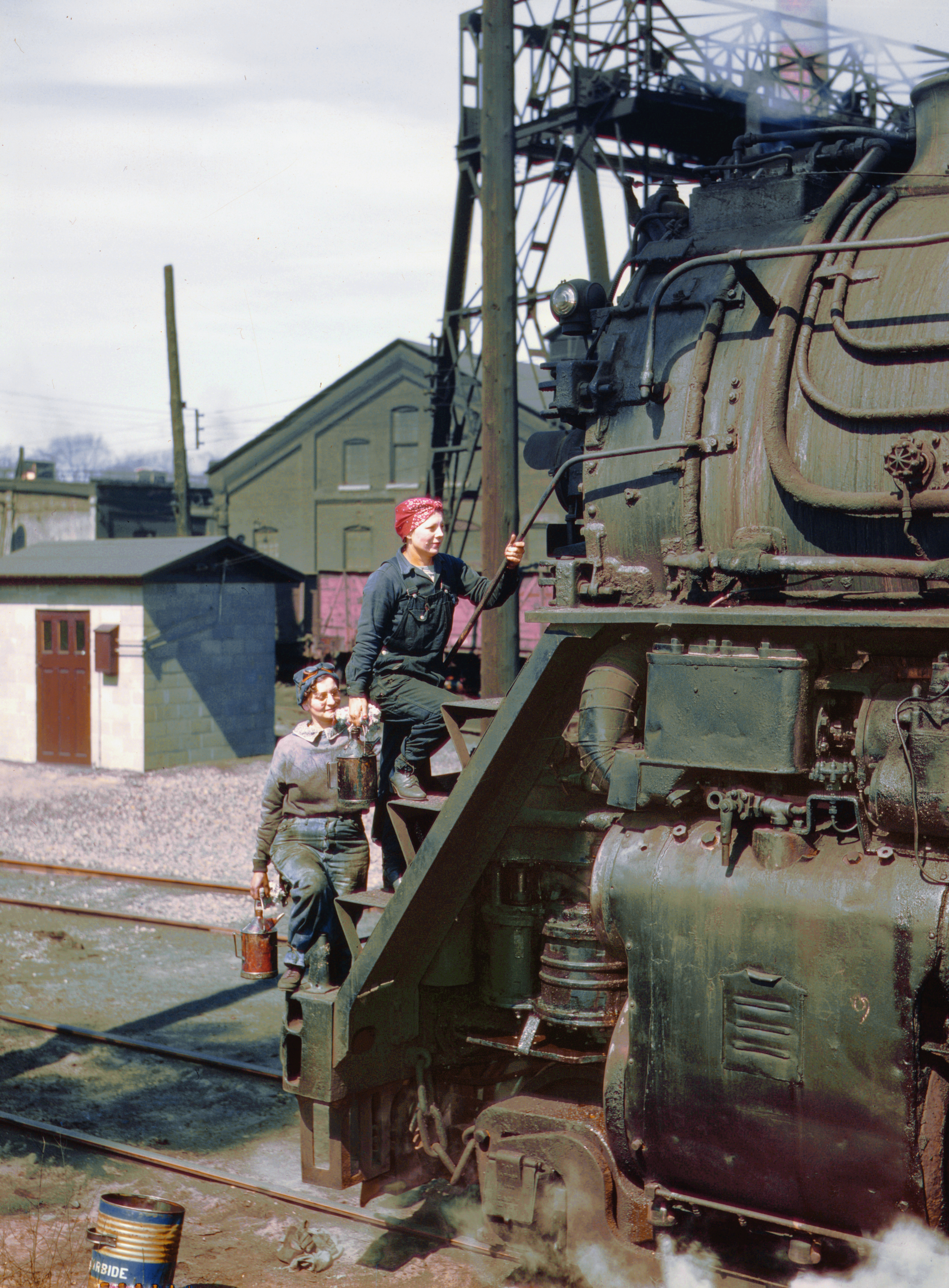
زنانِ تمیزکار راه‌آهنِ «شیکاگو و شمال غربی» در حال تمیز کردن یکی از لوکوموتیوهای غول پیکر ردهٔ H. کلینتون، آیووا، ۱۹۴۳

تمیزکار پایین‌ترین رتبه در موتورخانهٔ یک کشتی است. وظیفهٔ یک تمیزکار شامل تمیز کردن فضای موتور و ماشین آلات و کمک به مهندسان طبق دستورالعمل است. تمیزکاری، دورهٔ کارآموزی برای روغنکار شدن است. در دوران مدرن، تمیزکار باید مدت زمان مشخصی روی کشتی کار کند تا به آنچه که «تایمِ دریا» نامیده می‌شود، برسد.
در بازرگانیِ دریاییِ ایالات متحده برای تمیزکار شدن، شخص باید گواهینامهٔ دریاییِ تجاری و گواهی STCW صادر شده توسط گارد ساحلی ایالات متحده را داشته باشد. به دلیل کنوانسیون‌ها و موافقت نامه‌های بین‌المللی، همهٔ تمیزکارانی که در آبهای بین‌المللی کار می‌کنند، باید از کشورهای متبوع خود گواهینامه‌های مشابهی را دریافت کرده باشند.
کارگران راه‌آهنی که در گذشته کارهای مشابهی را انجام می‌دادند نیز به عنوان تمیزکار یا در انگلیس به عنوان «پاک کننده» شناخته می‌شدند.